# 85th Street – Forest Parkway
85th Street – Forest Parkway – stacja metra nowojorskiego, na linii J. Znajduje się w dzielnicy Queens, w Nowym Jorku i zlokalizowana jest pomiędzy stacjami Woodhaven Boulevard i 75th Street – Elderts Lane. Została otwarta 11 czerwca 1917.